# جيسيكا ري
جيسيكا ري (بالإنجليزية: Jessica Rey)‏ هي مصممة أزياء وممثلة أمريكية، ولدت في 15 أكتوبر 1982 في فورت كامبل في الولايات المتحدة.

## وصلات خارجية
- جيسيكا ري على موقع IMDb (الإنجليزية)
- جيسيكا ري على موقع ألو سيني (الفرنسية)
- جيسيكا ري على موقع قاعدة بيانات الفيلم (الإنجليزية)
- جيسيكا ري على موقع كينوبويسك (الروسية)